# Alojzy Tezza
Alojzy Tezza ur. 1 listopada 1841 w Conegliano; zm. 26 września 1923 w Limie) – włoski Błogosławiony Kościoła katolickiego, współzałożyciel kamilianek.

## Życiorys
Mając 15 lat, w 1856 roku rozpoczął nowicjat w Zakonie Kleryków Regularnych, a 21 maja 1864 roku otrzymał święcenia kapłańskie. W 1891 roku został wybrany prokuratorem i wikariuszem generalnym zakonu. Wtedy poznał Józefinę Vannini, razem z nią założył zgromadzenie Córek św. Kamila, które zostało zatwierdzone w 1931 roku przez Piusa XI. Zmarł mając 81 lat w opinii świętości.
Został beatyfikowany przez Jana Pawła II w dniu 4 listopada 2001 roku.